# Ingeborg Gabrielová
Ingeborg Gabrielová (* 24. dubna 1952 Wels, Horní Rakousy) je rakouská římskokatolická teoložka.
Od roku 1970 do roku 1974 studovala národohospodářství na Vídeňské univerzitě; dále studovala filozofii, germanistiku a slavistiku. V dalších dvou letech absolvovala postgraduální studium mezinárodních vztahů na Diplomatické akademii ve Vídni. Od roku 1976 do roku 1980 pracovala u Organizace spojených národů (Rozvojový program OSN) v New Yorku. Od roku 1980 do roku 1989 opět studovala na univerzitě ve Vídni, a to katolickou teologii. Na katolické teologické fakultě viděňské univerzity je pak od roku 1997 profesorkou křesťanského sociálního učení a sociální etiky.
Roku 2015 vyzvala k zásadní reformě hospodářského systému.

## Dílo (výběr)
- Gerechtigkeit in einer endlichen Welt. Ökologie – Wirtschaft – Ethik, Ostfildern 2013
- Politik und Theologie in Europa. Perspektiven ökumenischer Sozialethik, Ostfildern 2008
- Solidarität und Gerechtigkeit. Ökumenische Perspektiven, (spoluautor Franz Gassner), Matthias-Grünewald-Verlag der Schwabenverlag, Ostfildern 2007
- Perspektiven ökumenischer Sozialethik. Der Auftrag der Kirchen im größeren Europa, (spoluautoři Alexandros K. Papaderos a Ulrich H. J. Körtner), Matthias-Grünewald-Verlag, Mainz 2005
- Freiheit und Verantwortung der Kirche in der Gesellschaft, Wien 1995
- Friede über Israel: Eine Untersuchung zur Friedenstheologie in Chronik I 10 - II 36, Klosterneuburg 1990